# Enceinte gréco-romaine d'Antibes
L’enceinte gréco-romaine est une fortification probablement construite dans l'antiquité tardive située à Antibes. 
Ce monument fait l’objet d’une inscription au titre des monuments historiques depuis le 16 février 1939.

## Histoire
Antibes a été fondée au Ve siècle ou IVe siècle av. J.-C. par les Phocéens de Marseille qui ont dû apprécier la rade protégée des vents d'ouest par le cap d'Antibes et en faire un comptoir pour faire leurs échanges commerciaux avec l'arrière-pays. D’après Strabon, les Phocéens de Marseille fondent Antipolis, la ville d’en face, vers 600 av. J.-C.
Le nom d'Antipolis semble montrer que la ville avait un rôle particulier parmi les colonies massaliotes, les katoikia. Son nom est attesté depuis le IIe siècle av. J.-C. dans un texte du Pseudo-Scymnos de Chio. 
En -154, le consul Quintus Opimius défait les tribus ligures, les Déceates et les Oxybiens, et prend Aegythna, oppidum des Décéates Les territoires gagnés par les romains sont administrés jusqu'en -49 par les Phocéens de Marseille. À cette date, Marseille ayant pris le parti de Pompée est vaincue par Jules César et perdit ses colonies.
Strabon présente la ville comme italiote, c'est-à-dire de droit latin, avant le début de l'ère chrétienne. Il semble qu'à cette époque l'élément grec ait disparu au profit du romain.
Les grandes invasions vont amener le repli de la ville sur le rocher, à l'intérieur des remparts, et l'abandon des villas situés la campagne environnante. Le premier évêque d'Antibes est saint Hermentaire, en 442.
En l'absence de documents, il est difficile de dater la construction de l'enceinte. Seuls les vestiges permettent d'en définir approximativement le tracé. Ils permettent de vérifier que les fortifications d'Antibes représentées sur un plan, dont on peut supposer qu'il a été fait après 1592, date de la fin de la reprise des remparts médiévaux par les Grimaldi d'Antibes, et 1608, date du rachat de la seigneurie et du château d'Antibes par Henri IV et du début des travaux des fortifications bastionnées d'Antibes, sont bien construites sur des bases antiques.

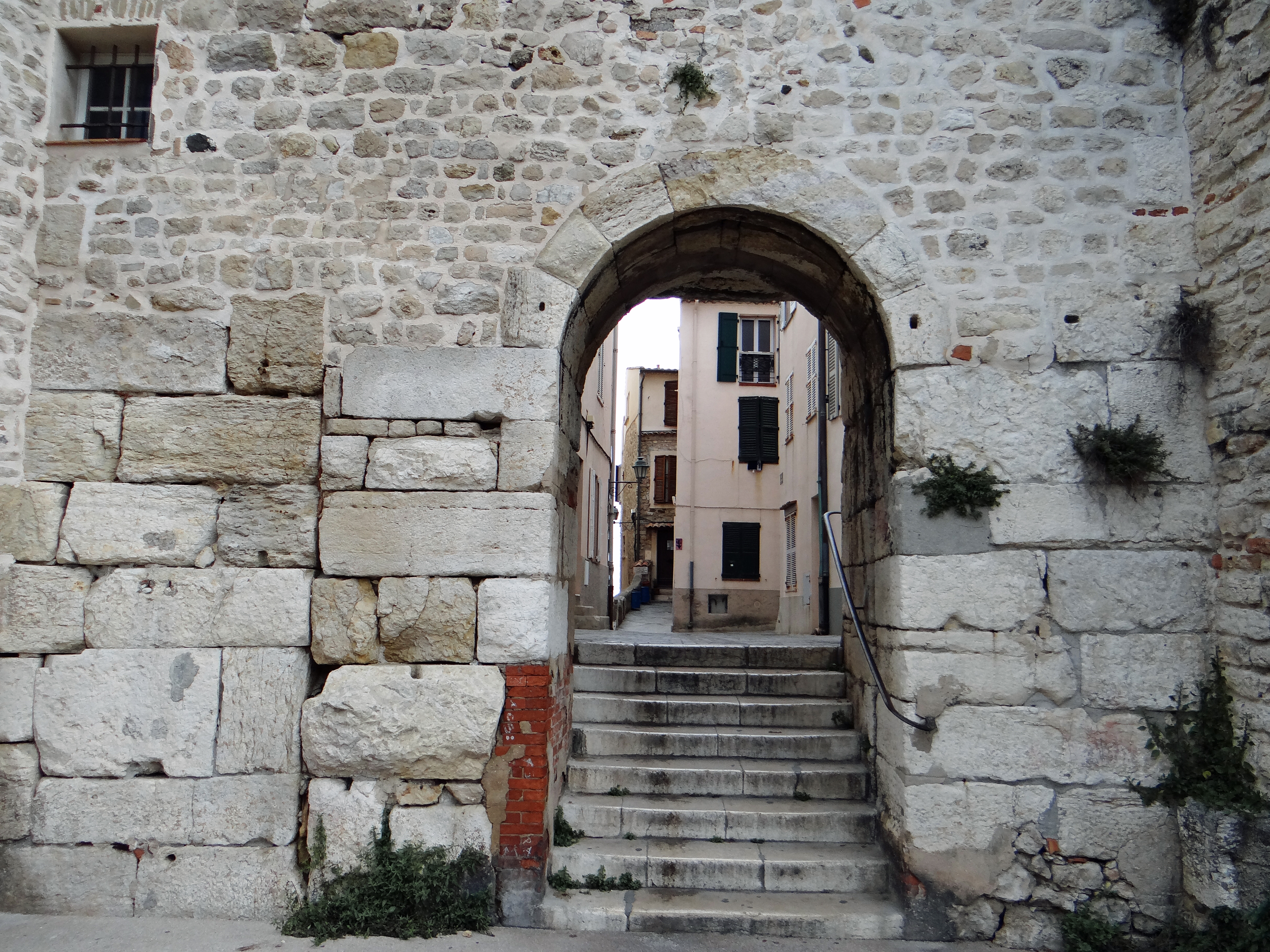
Partie inférieure de la porte de l'Orme. L'ouverture de la porte a été réduite.

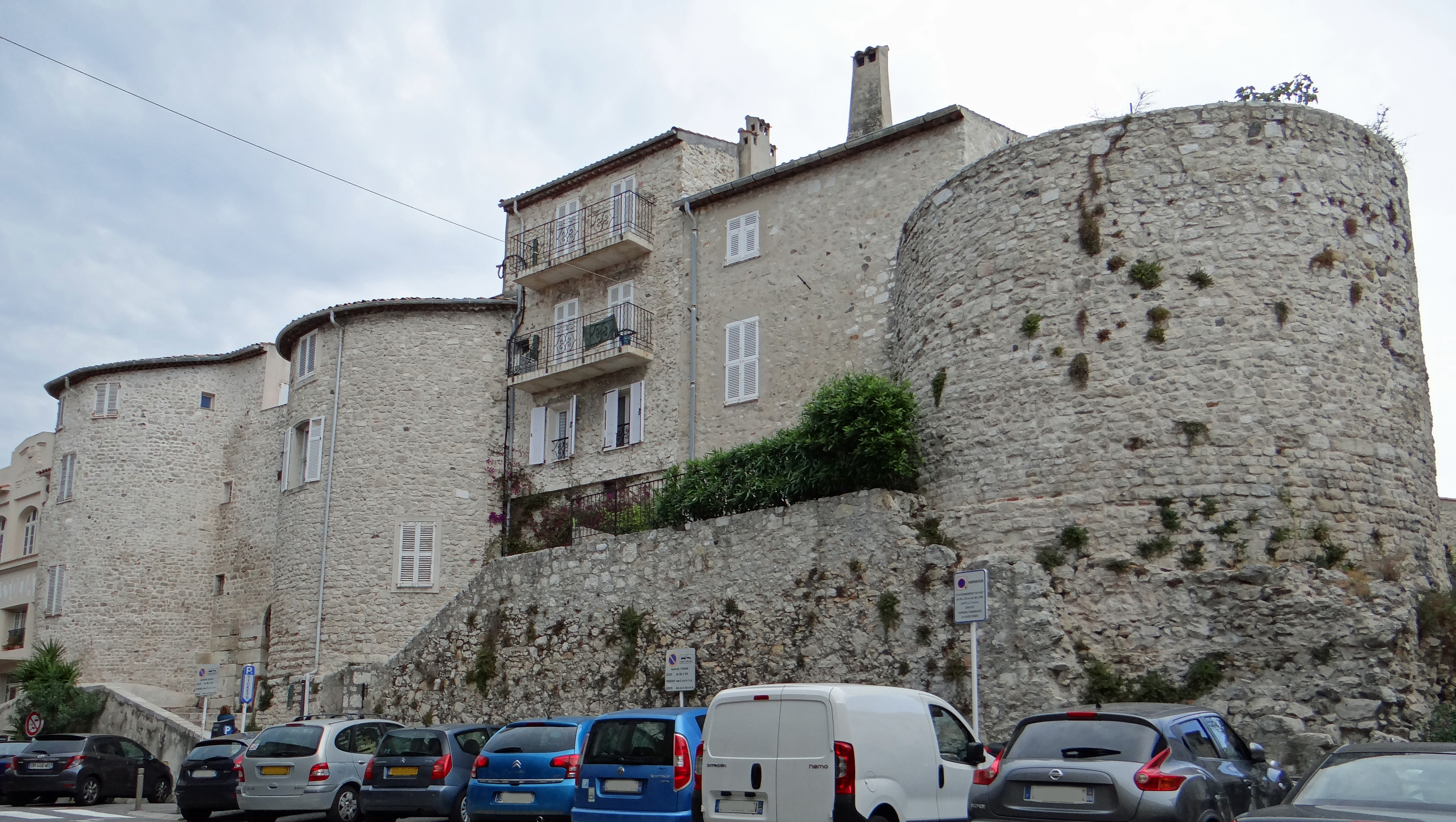
La Tourraque et la porte de l'Orme.

Le rempart antique a été étudié par H. Bazin, en 1886. La partie la mieux conservée se trouve au sud-ouest avec la tour d'angle appelée la Tourraque qui peut se voir sur le plan de 1608, et la porte de l'Orme avec ses deux tours saillantes en demi-cercle. Les éléments romains doivent dater du IIIe siècle, probablement sur des bases grecques pouvant remonter au IIIe siècle av. J.-C. Des fouilles plus récentes ont fait apparaître un élément de courtine le long de la mer, côté est. H. Bazin supposait que d'autres portes et d'autres tours existaient qui auraient été détruites avant 1608 mais dont il avait vu les fondations dans les dépendances du château Grimaldi.
Le plan de 1608 montrait des tours à côté de la porte de l'Orme. Les tours antiques ont été entretenues et renforcées pendant le Moyen Âge pour défendre la vieille ville et le château Grimaldi.
Antibes est situé dans une zone avec peu de ressources en eau. Les Romains avaient construit deux aqueducs pour alimenter la ville en eau, l'aqueduc de la Font Vieille et l'aqueduc de la Bouillide (ou Clausonnes). Des citernes romaines ont été trouvées entre le château Grimaldi et la cathédrale.